# Charles Amberg

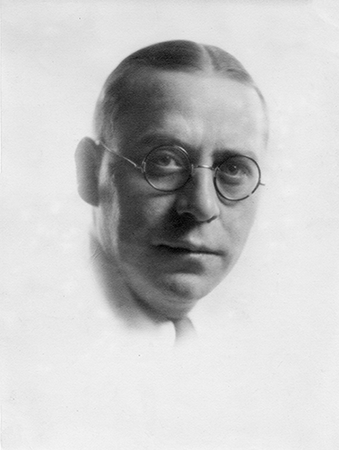
Charles Amberg

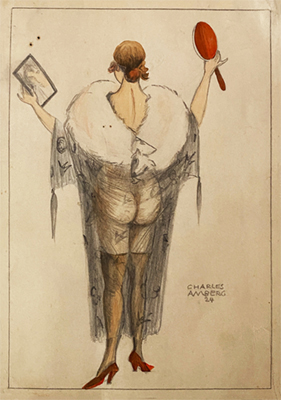
»Mara« Zeichnung von Charles Amberg 1924

Charles Amberg, eigentlich Karl Amberg, (* 8. Dezember 1894 in Kessenich; † 15. August 1946 in Berlin), war ein deutscher Librettist, Schlagertexter, Komponist, Regisseur, Choreograph, Tänzer, Bühnenbildner, Kostümbildner und Reklamezeichner.

## Leben
Amberg schrieb Operetten- und Schlagertexte. Eines seiner erfolgreichsten Werke ist das Libretto zur Operette Clivia von Nico Dostal. In den 1920er Jahren schrieb er diverse Texte für die berühmten Haller-Revuen. Mit Fred Raymond arbeitete Amberg bei diversen Revuen und Schlagern zusammen. Viele seiner Schlagertexte wurden von Künstlern wie Hans Albers oder den Comedian Harmonists interpretiert.
Über die Internierung Ambergs im KZ Neuengamme während des Zweiten Weltkrieges herrscht Uneinigkeit. Erwin Geschonneck erwähnt Amberg als Mithäftling im Lager und bezeichnet Amberg in seinem Buch Meine unruhigen Jahre als einen jüdischen Schlagerkomponisten aus Wien, was von Ambergs Nachlassverwaltern verneint wird. Das Lied vom alten Eisenbahner wurde im Lager auf einer Weihnachtsfeier 1944 von Erwin Geschonneck uraufgeführt, ist aber Charles Amberg nicht eindeutig zuzuordnen.
Charles Amberg starb im August 1946 an einer Lymphogranulomatose im Franziskus-Krankenhaus in Berlin-Tiergarten. Die Grabstätte, zusammen mit seiner Ehefrau Friederike Elfriede Amberg, befand sich bis September 1984 auf dem Friedhof Heerstraße, Berlin-Westend. Im Oktober 1984 wurde das Nutzungsrecht neu vergeben.

## Bekannte Titel
- Cheri, Du bist heut’ so anders (gesungen von Zarah Leander, 1938)
- Der verliebte Bimbambulla
- Die schöne Josefine in der Badekabine
- Für wen macht eine Frau sich schön?
- Gib mir den letzten Abschiedskuss
- Hein Mück aus Bremerhaven
- Ich hab’ kein Schloß und du kein Palais!
- Ich reiß’ mir eine Wimper aus und stech dich damit tot (gesungen von Max Kuttner)
- Liebe ist ein Geheimnis
- Lieder, die uns der Zigeuner spielt
- Mein Bruder macht beim Tonfilm die Geräusche (Komposition von Fred Raymond und Luigi Bernauer)
- Ohne Dich gibt’s kein Vergnügen (gesungen von Renate Müller, 1934)
- Sag’ mir nicht Adieu, sag’ nur Auf Wiederseh’n (gesungen von Zarah Leander, 1938)
- Schau nie zu tief in schöne Augen (im Duett gesungen von Siegfried Arno und Trude Lieske, 1929)
- Schöne Frau im Mond (aus dem Stummfilm Frau im Mond von Fritz Lang, 1929)
- Uns’re Tante Henriett hat im Bett Flundern
- Wochenend und Sonnenschein (im engl. Original Happy Days Are Here Again)
- Du sollst mein Glücksstern sein (You Are my Lucky Star) (aus dem Tonfilm Broadway-Melodie 1936, 1935)